# Caloschemia
Caloschemia là một chi bướm đêm thuộc họ Callidulidae.

## Các loài
- Caloschemia pulchra Butler, 1878, might also be Helicomitra pulchra
- Caloschemia monolifera Mabille, 1878